# Râul Dobreanu, Neamț
Râul Dobreanu este un curs de apă, afluent al râului Neamț (Ozana). 

## Hărți
- Harta Parcului Vânători-Neamț